# Emine Sevgi Özdamar

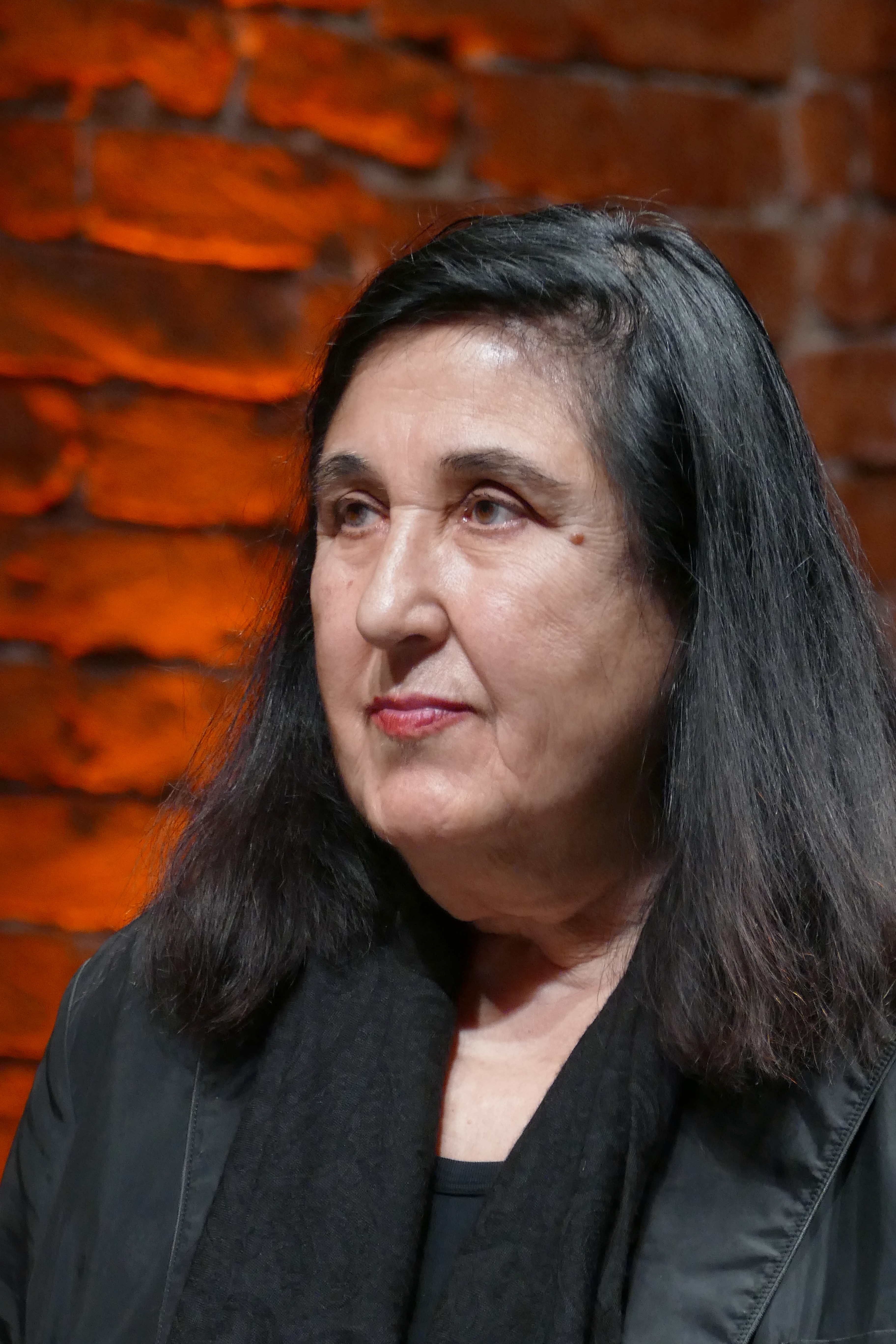
Emine Sevgi Özdamar (2021)

Emine Sevgi Özdamar (* 10. August 1946 in Malatya, Türkei) ist eine türkisch-deutsche Schriftstellerin, Schauspielerin und Theaterregisseurin.

## Leben
Im Alter von drei Monaten kam Emine Sevgi Özdamar nach Istanbul und wuchs dort und in Bursa auf. Bereits mit 12 Jahren stand sie erstmals im Staatstheater von Bursa auf der Bühne (in Der Bürger als Edelmann von Molière). Als 18-Jährige kam sie 1965 als Gastarbeiterin zum ersten Mal nach Deutschland, ohne jegliche Deutschkenntnisse, und arbeitete ein halbes Jahr lang in einer Elektrofabrik in West-Berlin.
Von 1967 bis 1970 besuchte sie die Schauspielschule in Istanbul und hatte bis 1976 erste professionelle Theaterrollen in der Türkei, u. a. spielte sie Charlotte Corday in Peter Weiss’ Stück Die Verfolgung und Ermordung Jean Paul Marats dargestellt durch die Schauspielgruppe des Hospizes zu Charenton unter Anleitung des Herrn de Sade und Witwe Begbick in Mann ist Mann von Bertolt Brecht. Mit dem Militärputsch von 1971 verlor sie als Mitglied der türkischen Arbeiterpartei ihre Zukunftsperspektiven in der Türkei und floh 1976 vor der Militärregierung nach Deutschland. Inspiriert von Heinrich Heine und Bertolt Brecht – u. a. von den Liedertexten einer Schallplatte, die sie sich während ihres ersten Aufenthalts in West-Berlin gekauft hatte – ging sie 1976 für eine Regieassistenz an die Volksbühne nach Ost-Berlin. Dort arbeitete sie mit Benno Besson und Matthias Langhoff zusammen. Diese Zeit hat sie später in ihrem Roman Seltsame Sterne starren zur Erde literarisch verarbeitet.
1978 zog sie als Mitarbeiterin mit Benno Bessons Brecht-Inszenierung Der kaukasische Kreidekreis nach Paris und Avignon. Ihre eigens für die Inszenierung gebauten Figurinen sind heute im La Maison Jean Vilar in Avignon ausgestellt. Sie nahm ein Studium an der Pariser Universität VIII Vincennes-Saint Denis auf, das sie mit dem Diplom „Maîtrise de Théâtre“ abschloss.
1979 bis 1984 hatte sie ein Festengagement als Schauspielerin und Regieassistentin am Schauspielhaus Bochum unter der Leitung von Claus Peymann. In dessen Auftrag entstand 1982 ihr erstes Theaterstück Karagöz in Alamania (Schwarzauge in Deutschland), das 1986 am Schauspiel Frankfurt unter ihrer Regie uraufgeführt wurde. 1982 gastierte sie als Andromache an der Oper Frankfurt in Hector Berlioz’ Oper Die Trojaner, Regie: Ruth Berghaus. 1986 spielte sie unter der Regie von Karl Kneidl die Maë Garga in Brechts Im Dickicht der Städte (Freie Volksbühne Berlin). Im selben Jahr gehörte Özdamar zum Uraufführungsensemble des „Bayerischen Requiems“ Der Weihnachtstod (1986) von Franz Xaver Kroetz an den Münchner Kammerspielen, wo sie gemeinsam mit Erdal Merdan ein türkisches Paar darstellte. 1993 trat Özdamar in der Regie von Matthias Langhoff als Anfissa in Anton Tschechows Drei Schwestern im Théâtre de la Ville in einer Koproduktion mit dem Théâtre National de Bretagne auf.
Özdamar trat als Schauspielerin auch in Filmen auf, u. a. 1992 in dem als Bester Spielfilm mit dem Deutschen Filmpreis ausgezeichneten Happy Birthday, Türke!, der Literaturverfilmung des gleichnamigen Kriminalromans von Jakob Arjouni durch Doris Dörrie, und 1988 in Yasemin (Regie Hark Bohm). Weitere Auftritte hatte sie in Matti Geschonnecks Reise in die Nacht (1998) sowie in den Komödien Süperseks (2004) und in Evet, ich will! (2008).
Seit 1986 arbeitet sie als freie Schriftstellerin und Schauspielerin. Sie ist mit dem Bühnenbildner Karl Kneidl verheiratet und lebt in Berlin.

## Literarisches Werk
Neben ihrer Tätigkeit als Schauspielerin schrieb Özdamar von Anfang an auch Theaterstücke, Romane und Erzählungen. Sie ist eine der bekanntesten deutschtürkischen Autorinnen. Zwischen der Gastarbeiter-Literatur der 1980er Jahre und der Abgeklärtheit der dritten Generation nimmt sie eine Zwischenstellung ein. Der Schriftsteller Feridun Zaimoglu, dessen „Kanak-Sprak“-Neuschöpfungen sich von Özdamars Stil beeinflusst zeigen, redet nur in den höchsten Tönen von ihr. Im Mai 2006 allerdings diskutierten die deutschen Feuilletons, ob Zaimoglus Roman Leyla auf Motiven von Özdamars Karawanserei beruht. Den Plagiatsvorwurf vermied Özdamar, „wohl auch aus Furcht vor einer juristischen Auseinandersetzung“. Volker Weidermann kommentierte den Fall, der umso erstaunlicher sei, da sowohl Karawanserei als auch Leyla im selben Verlag (Kiepenheuer und Witsch) erschienen sind, in der FAZ wie folgt: „Die Indizien sind zahlreich. Jedes einzelne Indiz für sich kann man gut für Zufall halten, alle Indizien zusammengenommen sind sehr auffällig.“ Der Literaturprofessor Norbert Mecklenburg stellte in Hinblick auf den Streit und das vom Verlag erstellte Gutachten trocken fest: „Hätte der Verlag etwas zugunsten von Özdamar tun wollen, er hätte gewiss besser ein literaturwissenschaftliches [Gutachten] anstatt eines juristischen in Auftrag gegeben. Nun hat aber jeder Verleger, der Belletristik verkauft, eben zwei Seelen in seiner Brust: eine Literaturseele und eine Geldseele.“
Für ihre Werke erhielt Özdamar zahlreiche Auszeichnungen. Im Mai 2007 wurde Özdamar in die nunmehr 175 Mitglieder zählende Deutsche Akademie für Sprache und Dichtung in Darmstadt aufgenommen. Im selben Jahr wurde ihr Buch Das Leben ist eine Karawanserei, hat zwei Türen, aus einer kam ich rein, aus der anderen ging ich raus (Life is a Caravanserai) in die renommierte Liste der 1001 Books You Must Read Before You Die aufgenommen. 2010 wurde im Rahmen der Veranstaltungen der Kulturhauptstadt Europas Ruhrgebiet (RUHR.2010) Özdamars Theaterstück Perikizi vom Schlosstheater Moers aufgeführt. Thomas Kerstan nahm Özdamars Erzählband Mutterzunge 2018 in seinen Kanon für das 21. Jahrhundert auf, eine Auswahl von Werken, die seines Erachtens „jeder kennen sollte“.
Nach langer Schaffenspause erschien 2021 ihr autobiografisch geprägter Roman Ein von Schatten begrenzter Raum, der u. a. in der Süddeutschen Zeitung gewürdigt wurde. Es sei „ein großartiges Buch“, sagte Katharina Döbler auf RBB Kultur. „Beim Lesen hat man ganz oft das Gefühl, man sitzt eigentlich im Theater oder im Kino.“ Das Werk enthalte „wunderbar eindrückliche, theatralische Bilder“. In dem Buch bezieht Özdamar ihre kulturelle und künstlerische Wahlheimat vor allem auf Protagonisten der jungen deutschen Film- und Literaturszene der 1970er Jahre, unter anderem Herbert Achternbusch, Rosa von Praunheim und Thomas Brasch. Der Roman erreichte auch die Shortlist für den Preis der Leipziger Buchmesse 2022. Im selben Jahr wurde ihr mit dem Georg-Büchner-Preis der renommierteste deutsche Literaturpreis zuerkannt. Die Jury zeichnete „eine herausragende Autorin aus, der die deutsche Sprache und Literatur neue Horizonte, Themen und einen hochpoetischen Sound verdankt“. Ihr Werk eröffne einen „intellektuellen wie poetischen Dialog zwischen verschiedenen Sprachen, Kulturen und Weltanschauungen, an dem wir lesend teilhaben dürfen“. Nuran David Calis inszeniert 2024 den Roman in Köln; die Uraufführung fand in der Fabrikhalle des Carlswerks, einer Interims-Schauspielstätte in Köln-Mülheim statt und nutzte vielfältige Bühnenmittel, wie einen halbierten Eisenbahnwaggon als Zentrum der Bühne, und integriert dynamische Elemente wie Musik von Nina Hagen und Édith Piaf, während es das Thema der künstlerischen Selbstermächtigung Özdamars in den Fokus stellt.

## Werke
- Karagöz in Alamania. (Theaterstück, 1982)
- Mutterzunge. Erzählungen, Rotbuch-Verlag, Berlin 1990, ISBN 3-88022-759-4. – Das Heft Maman/Mutter 2018 der Zeitschrift la mer gelée enthält den von der Autorin leicht korrigierten Text der Titelerzählung. – Neuauflage: suhrkamp taschenbuch 5346, Suhrkamp Verlag, Berlin 2022, ISBN 978-3-518-47346-7
- Keloğlan in Alamania, die Versöhnung von Schwein und Lamm. (Theaterstück, 1991)
- Das Leben ist eine Karawanserei, hat zwei Türen, aus einer kam ich rein, aus der anderen ging ich raus. Roman, Kiepenheuer und Witsch, Köln 1992, ISBN 3-462-02319-5
- Die Brücke vom Goldenen Horn. Roman, Kiepenheuer und Witsch, Köln 1998, ISBN 3-462-02696-8
- Der Hof im Spiegel. Erzählungen, Kiepenheuer und Witsch, Köln 2001, ISBN 3-462-03001-9
- Seltsame Sterne starren zur Erde. Wedding – Pankow 1976/77. Kiepenheuer und Witsch, Köln 2003, ISBN 3-462-03212-7
- Araf'takiler – Hayatları Roman olanlardan. von  Emine Sevgi Özdamar, Corakli Sahbender (auf Türkisch), erschienen in „ADIM“, 2004, Erzurum-Türkei
- Sonne auf halbem Weg. Die Istanbul-Berlin-Trilogie. (enthält Leben ist eine Karawanserei, Brücke vom Goldenen Horn und Seltsame Sterne starren zur Erde, Kiepenheuer & Witsch, Köln 2006, ISBN 3-462-03752-8)
- Die Frau, die ich sein sollte. In: taz. 17. März 2007, abgerufen am 6. August 2020 (Vorabdruck aus: Renatus Deckert (Hrsg.): Das erste Buch. Schriftsteller über ihr literarisches Debüt. Suhrkamp Verlag, 2007, S. 291–297).
- Kendi Kendinin Terzisi Bir Kambur, Ece Ayhan'lı anılar, 1974 Zürih günlüğü, Ece Ayhan'ın makrupları. Istanbul 2007, ISBN 978-975-08-1305-4
- Perikizi. Ein Traumspiel. in: RUHR.2010, Uwe B. Carstensen, Stefanie von Lieven (Hrsg.): Theater Theater. Odyssee Europa. Aktuelle Stücke 20/10. Fischer Taschenbuch Verlag, Frankfurt a. M. 2010, ISBN 978-3-596-18540-5
- Ein von Schatten begrenzter Raum. Roman. Suhrkamp Verlag, Berlin 2021, ISBN 978-3-518-43008-8
- Die Zeit anhalten. Siegfried Unseld Vorlesung 2023. In: Sprache im technischen Zeitalter Nr. 249, S. 13–25

## Auszeichnungen
- 1991: Ingeborg-Bachmann-Preis
- 1993: Walter-Hasenclever-Preis der Stadt Aachen
- 1995: New-York Scholarship des Literaturfonds Darmstadt
- 1999: Adelbert-von-Chamisso-Preis
- 1999: Preis der LiteraTour Nord
- 2001: Künstlerinnenpreis NRW
- 2003: Stadtschreiberin von Bergen-Enkheim
- 2004: Kleist-Preis
- 2009: Fontane-Preis
- 2010: Carl-Zuckmayer-Medaille
- 2012: Alice Salomon Poetik Preis
- 2014: DAAD Chair for Contemporary Poetics an der New York University
- 2014: Hamburger Gastprofessur für interkulturelle Poetik
- 2017: Aufnahme in die Berliner Akademie der Künste[21]
- 2021: Roswitha-Preis
- 2021: Bayerischer Buchpreis in der Kategorie „Belletristik“ für Ein von Schatten begrenzter Raum[22]
- 2022: Nominierung für den Preis der Leipziger Buchmesse (Belletristik) mit Ein von Schatten begrenzter Raum
- 2022: Düsseldorfer Literaturpreis für Ein von Schatten begrenzter Raum[23]
- 2022: Georg-Büchner-Preis[19][18]
- 2022: Schillerpreis der Stadt Mannheim[24]
- 2025: Manès-Sperber-Preis[25][26]